# Pomyski Młyn
Pomyski Młyn (dodatkowa nazwa w j. kaszub. Pòmësczi Młin) – przysiółek wsi Pomysk Wielki w Polsce, położony w województwie pomorskim, w powiecie bytowskim, w gminie Bytów, na Pojezierzu Bytowskim. Wchodzi w skład sołectwa Pomysk Wielki.
W latach 1975–1998 przysiółek położony były w województwie słupskim.